# Особняк на провулку Олексія Скоблі, 11 (Хмельницький)
Особняк на провулку Олексія Скоблі, 11 (місто Хмельницький) — житловий будинок початку XX століття. Пам'ятка архітектури місцевого значення.

## Історія
Особняк є типовим для забудови Проскурова наприкінці XIX — початку ХХ ст. та має цінність як частина історичного середовища району особняків, що сформувався в місті в районі вул. Комерційної (нині Грушевського) та Старобульварної (нині Героїв Маріуполя та Європейська).
На поч. 1919 р. в цьому будинку містився штаб підпільного ревкому (голова П.Ричко), який був створений Проскурівським повітовим комітетом КП(б)У. У січні-лютому 1919 р. у зв'язку із наступом радянських військ на Київ, на Поділлі значно активізувалися комуністичні, прорадянські сили, які, виконуючи рішення своїх керівних органів, взялися розхитувати тили Директорії. Активно включився у цю роботу й Проскурівський ревком. У радянські часи дії підпільного ревкому трактувались як революційні, й тому у 1967 р. на честь 50-річчя Жовтневої революції на будинку було встановлено меморіальну дошку (тепер відсутня).
Нині у будинку розташовані адміністративні установи.

## Архітектура
Одноповерховий, цегляний, у плані прямокутний. Виконаний у цегляному стилі. В об'ємній композиції будинку домінує зрізане наріжжя з віконним отвором (закладене цеглою) та увінчане високим чотиригранним шатром. Головний фасад має асиметрично розташовану розкріповку з парадним входом та завершенням у вигляді трикутного аттика. Цегляний декор фасаду підкреслено рустовкою та пофарбуванням. Побудований у 1907 р.